# The Rolling Stones UK Tour 1971
Lo UK Tour 1971 è stata una breve tournée dei Rolling Stones svoltasi in Inghilterra e Scozia nel mese di marzo 1971.

## Storia
Gli Stones non erano più andati in tour nel Regno Unito dall'autunno 1966. Ora stavano per lasciarlo dopo aver annunciato, il giorno del loro primo spettacolo, che erano diventati degli "esiliati" per motivi fiscali e si stavano trasferendo nel Sud della Francia, cosa che fecero poco dopo aver terminato il tour. Di conseguenza, questo tour è stato anche chiamato Good-Bye Britain Tour.
Il tour fu di breve durata, solo tre settimane, ma la band fece quasi sempre due concerti a serata. Anche se Sticky Fingers non era stato ancora pubblicato, il gruppo incluse molti brani del disco nelle esibizioni; Wild Horses e Bitch furono tra le aggiunte. Per il tour Nicky Hopkins prese il posto di Ian Stewart come pianista sul palco.
Le esibizioni di Brighton, Liverpool, Leeds e Londra furono registrate con l'ausilio del Rolling Stones Mobile Studio dalla "crew" degli Stones. Circa l'intero concerto di Leeds fu trasmesso in mono dalla BBC. Una versione stereo della cover di Chuck Berry Let It Rock tratta dallo stesso concerto fu pubblicata ufficialmente nella versione spagnola di Sticky Fingers in sostituzione di Sister Morphine, canzone ritenuta troppo oltraggiosa dal regime Franchista per i riferimenti alla droga presenti nel testo. In Gran Bretagna, la versione dal vivo di Let It Rock dello show di Leeds fu inclusa come B-side del singolo Brown Sugar (1971). Nel 1972 Let it Rock venne pubblicata su singolo anche in Germania, con lato B Blow with Ry, canzone estratta dall'album Jamming with Edward! pubblicato lo stesso anno.
I Groundhogs furono il gruppo di spalla del tour.

## Bootleg
Il concerto di Leeds venne registrato illegalmente e da allora è stato reso disponibile in diversi bootleg, rendendolo uno dei dischi pirata più conosciuti dei Rolling Stones, spesso con il titolo Get Yer Leeds Lungs Out, ovvio riferimento all'album ufficiale Get Yer Ya-Ya's Out!. Tutte queste registrazioni non ufficiali, tuttavia omettono i primi due brani eseguiti al concerto, Jumpin' Jack Flash e Live with Me. Anche i concerti al Marquee Club e alla Roundhouse sono stati oggetto di bootleg. Nel 2015 la ristampa in formato deluxe dell'album Sticky Fingers ha visto l'inclusione del concerto di Leeds in versione rimasterizzata.

## Formazione
The Rolling Stones
- Mick Jagger – voce solista, armonica
- Keith Richards – chitarra, cori
- Mick Taylor – chitarra
- Bill Wyman – basso
- Charlie Watts – batteria

Musicisti aggiuntivi
- Nicky Hopkins – pianoforte
- Bobby Keys – sassofono
- Jim Price – tromba

## Scaletta
La scaletta tipica dei brani eseguiti dalla band durante la tournée include le canzoni sotto citate:
1. Jumpin' Jack Flash
2. Live with Me
3. Dead Flowers
4. Stray Cat Blues
5. Love in Vain
6. Prodigal Son
7. Midnight Rambler
8. Bitch
9. Honky Tonk Women
10. (I Can't Get No) Satisfaction
11. Little Queenie
12. Brown Sugar
13. Street Fighting Man

Bis: Let It Rock
Per il resto del tour alcune canzoni furono eliminate, in alcuni show. Wild Horses fu suonata nel corso del primo concerto a Newcastle e quasi sicuramente anche nel secondo spettacolo. Sympathy for the Devil potrebbe essere stata eseguita come primo bis, con Let It Rock come secondo bis, al secondo concerto di Newcastle.

## Date
| Data                   | Città               | Nazione     | Luogo                         | Artisti di supporto |
| ---------------------- | ------------------- | ----------- | ----------------------------- | ------------------- |
| 4 marzo 1971 (2 show)  | Newcastle upon Tyne | Inghilterra | Newcastle City Hall           | The Groundhogs      |
| 5 marzo 1971 (2 show)  | Manchester          | Inghilterra | Free Trade Hall               | The Groundhogs      |
| 6 marzo 1971 (2 show)  | Coventry            | Inghilterra | Criterion Theatre             | The Groundhogs      |
| 8 marzo 1971 (2 show)  | Glasgow             | Scozia      | Green's Playhouse             | The Groundhogs      |
| 9 marzo 1971 (2 show)  | Bristol             | Inghilterra | Colston Hall                  | The Groundhogs      |
| 10 marzo 1971 (2 show) | Brighton            | Inghilterra | Regent Cinema                 | The Groundhogs      |
| 12 marzo 1971 (2 show) | Liverpool           | Inghilterra | Liverpool Empire Theatre      | The Groundhogs      |
| 13 marzo 1971          | Leeds               | Inghilterra | University of Leeds Refectory | The Groundhogs      |
| 14 marzo 1971 (2 show) | Londra              | Inghilterra | Roundhouse                    | The Groundhogs      |
| 26 marzo 1971          | Londra              | Inghilterra | Marquee Club                  | The Groundhogs      |